# 산티아고 모닝

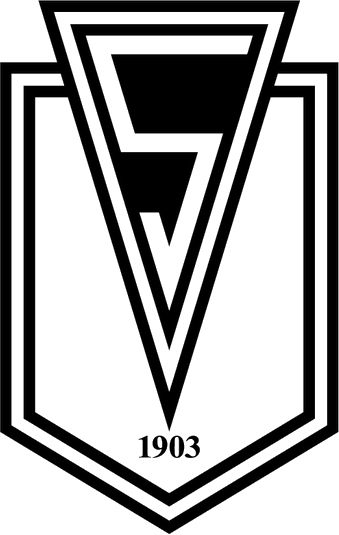

산티아고 모닝(Santiago Morning)은 칠레 산티아고 수도주 레콜레타를 연고로 하는 축구 클럽이다. 이 팀은 1903년에 창단되었다. 현재는 프리메라 B 데 칠레에 참가하고 있다.

## 선수 명단

### 현역
참고: FIFA 자격 규정에 따라 소속된 국가대표팀 국기를 표시합니다. 선수는 복수의 FIFA 비회원국 국적을 가지고 있을 수 있습니다.
| 번호 | 포지션 | 국적 | 이름              |
| ---- | ------ | ---- | ----------------- |
| 3    | DF     |      | 줄리안 로드리게스 |
| 10   | FW     |      | 오스카르 오르테가 |

| 번호 | 포지션 | 국적 | 이름 |
| ---- | ------ | ---- | ---- |

## 역대 감독
| 감독              | 임기   |
| ----------------- | ------ |
| 루이스 마르콜레타 | 2023 ~ |